# Bellas Artes (metro de Caracas)
Bellas Artes es una estación del Metro de Caracas perteneciente a la Línea 1 inaugurada el 27 de marzo de 1983 durante la primera extensión de la línea hacia el este y la apertura de la sección La Hoyada-Chacaíto. No debe ser confundida con la estación Bellas Artes  del Metro de la Ciudad de México ni la estación Bellas Artes del Metro de Santiago. 
Está ubicada específicamente en la Avenida México, entre las parroquias La Candelaria y San Agustín de Caracas.
En sus cercanías se ubican sitios de interés tales como el Teatro Teresa Carreño, la Universidad Nacional Experimental de Las Artes (antiguo Ateneo de Caracas), la Defensoría del Pueblo, el Hotel Alba Caracas (antiguo Caracas Hilton), la famosa Plaza de los Museos o Plaza Morelos donde a su vez están el Museo de Ciencias Naturales Alejandro de Humboldt y el Museo de Bellas Artes (de donde toma su nombre la estación del metro) y la Galería de Arte Nacional además de quedar un poco cerca del Centro Comercial Sambil La Candelaria
También a través de una salida es posible acceder a Parque Central. En efecto, fue durante muchos años el único acceso a dicho complejo arquitectónico hasta la inauguración de la estación homónima correspondiente a la línea 4.